# فابيان بينكو
فابيان بينكو (بالألمانية: Fabian Benko) (مواليد 5 يونيو 1998) هو لاعب كرة قدم ألماني ، يلعب حاليًا لنادي بايرن ميونخ الألماني في مركز خط الوسط الهجومي.

## مسيرته الكروية

### بايرن ميونخ
ولد فابيان لأبوين كرواتيين انتقلا من زغرب إلى ميونخ ، وبدأ لعب كرة القدم في سن مبكرة في فالديك أوبيرمينتسينغ للناشئين. قبل أن يلتحق بأكاديمية بايرن ميونخ في 2005 عندما كان عمره سبع سنوات.
وبعد ظهوره بأداء رائع مع فئة تحت 17 لفريق البايرن ، تم ترقيته في عام 2015 من قبل المدرب هايكو فوجل ليلعب مع فريق الرديف.
بدأ احتياطيًا مع الفريق الأول في مباراتي الذهاب والإياب أمام دينامو زغرب في دوري أبطال أوروبا. ، ولكنه شارك لأول مرة في 19 أغسطس 2016 في مباراة فريقه أمام فريق كارل زايس يينا في الدور الأول من بطولة كأس ألمانيا كبديلًا للاعب أرتورو فيدال (بمعدل 14 دقيقة).

## المسيرة الدولية

### منتخب الشباب
بدأ مع منتخب الشباب فئة تحت 17 لأول مرة في مباراة ودية في 6 أكتوبر 2014 أمام المنتخب الإسباني.

## مميزاته
يتميز بأنه لاعب متعدد مراكز اللعب فيمكنه اللعب على اليسار وعلى اليمين من خط الوسط ، ويمكن مقارنته بالكرواتي إيفان راكيتيتش في أسلوبه في اللعب. وهو لاعب سريع ومهاري يستطيع قراءة المباراة بهدوء ويتحلى برباطة الجأش يكون لديه الكرة. ويمكن مقارنته أيضًا بزميله جيانلوكا جاودينو ، حيث تدربا معًا في الفريق الأول في عام 2014.
وقال عنه ماتياس زامر: أنه "لاعب مبدع , مهاجم ، ذو براعة ، بقدم يسرى قوية"

## روابط خارجية
- فابيان بينكو على موقع الاتحاد الأوربي (الإنجليزية)
- فابيان بينكو على موقع اتحاد كرواتيا (الكرواتية)
- فابيان بينكو على موقع قاعدة بيانات كرة القدم.إي يو (الإنجليزية)
- فابيان بينكو على موقع Soccerway.com (الإنجليزية)
- فابيان بينكو على موقع عالم كرة القدم.نت (الإنجليزية)
- فابيان بينكو على موقع AS.com (الإسبانية)
- فابيان بينكو على موقع GSA (الإنجليزية)